# جنكمرة
جنكمرة قرية سورية تتبع ناحية الناصرة في منطقة تلكلخ في محافظة حمص. بلغ عدد سكانها 1,514 نسمة في عام 2004 حسب إحصاء المكتب المركزي للإحصاء.